# 福田内閣メールマガジン
福田内閣メールマガジン（ふくだないかくメールマガジン）は、福田康夫内閣総理大臣の下で内閣官房内閣広報室から発行されていたメールマガジンである。

## 概要
小泉内閣メールマガジン、安倍内閣メールマガジンをそれぞれ踏襲する形で、2007年10月4日に「創刊準備号」、翌週10月11日に創刊号が発行され、以降毎週木曜日に発行。福田総理の辞任に伴い、2008年9月4日に配信された第46号が最終号となった。
総編集長は福田総理自身であった。編集長は大野松茂内閣官房副長官が、第1次安倍改造内閣時代から引き続き担当した。
フォーマットは、安倍内閣メールマガジンをほぼ踏襲しているが、安倍政権時代と異なる点は福田総理の私生活に関するインタビューが入っていたことである。また、サブタイトルに福田総理の名前が入っていることが多かった。

## エピソード
- 第23号では、2008年春の日銀総裁人事が、民主党の反対でなかなか決定に至らなかったことを受け、民主党批判を展開し、2002年の国会にて、「小泉内閣メールマガジン」の違法性に関する質問に対する答弁で、「特定の政党、候補者等を推薦し、支持し、又はこれに反対する目的をもって発行するものではないため、公職選挙法（昭和二十五年法律第百号）第百三十六条の二第二項第四号との関係で問題を生ずることはない。」と回答したことに関し、特定の政党の意見に反対する広報を行ったことで、違法性の疑いが生じてきた。

- 2008年3月14日の参議院予算委員会で、民主党の津田弥太郎参議院議員から、当時、大きな問題となっていた「名ばかり管理職」問題で、日本マクドナルドの店長が過酷な労働を強いられ東京地裁に訴えを起こした件に関連して、マクドナルドの過酷な労働は、原田泳幸CEO就任後に徹底されている、メールマガジンの2号において、なぜ原田CEOが初めての民間人として登場しているのか、などを問われたが、福田は、「ちょっと記録見ないとわかりません」と答え、その後も津田側から、「思い出しましたか」と聞かれても、「思い出しません」と答えたため、野党席からは、「（自分で）書いてないんだろ!」と野次が飛ぶとともに、「これ、御自分の、総編集長になっているんですよ。このメールマガジンの総編集長は福田総理御自身なんです」と津田に指摘されたが、福田は結局内容を思い出さず、「まあ、昨年の10月でしょう、10月の2日ですか。私が総理に就任してすぐでしょう。そのころのことは、もういろんなことがあったものですから、もうほとんど覚えていないんですよ、誠に申し訳ないことでありますけれども」と述べ、内容を思い出すことはなかった[1]。